# Cihideung
Cihideung is een bestuurslaag in het regentschap Bandung Barat van de provincie West-Java, Indonesië. Cihideung telt 14.753 inwoners (volkstelling 2010).